# Попелиці
Попелиці, тлі або тлеві (Aphidoidea) — надродина маленьких рослиноїдних комах. Довжина тіла становлять від 1 до 10 мм. Відомо приблизно 4 тисячі видів попелиць, що класифіковані по 10 родинах, з них близько 250 видів є небезпечними шкідниками сількогосподарських та садових культур.
Попелиці належать до однієї з найбільших груп комах, ротовий апарат яких — хоботок колючо-смоктального типу. З його допомогою комахи проколюють навіть тверді рослинні покриви і дістаються до поживного соку, яким вони й живляться.
Численні види напівтвердокрилих живляться тваринною їжею і проколюють покриви тіла тварин і людей, проте, на відміну від них, попелиці рослиноїдні. Хоботок попелиці складається з 4 «стилетів», захованих у «піхвах». Середній «стилет» утворює 2 канали: по одному з них витікає слина, через інший вбирається рідка їжа — рослинні соки. Попелиці своїм хоботком протикають верхній шар рослин і смокчуть їхні соки. Окремі види поглинають більше соків, ніж їм потрібно для живлення. Надлишок цукру неперетравленим виводиться назовні і споживається мурахами. Багато попелиць викликають хворобливі зміни тих частин рослин, на яких вони перебувають.
Попелиці здатні розмножуватися нестатево — шляхом партеногенезу, коли незапліднені яйця розвиваються в тілі матері, і молодь з'являється у вигляді мініатюрних копій батьківської особи. При перенаселенні чи інших несприятливих обставинах попелиці можуть відкладати яйця, з яких розвиваються крилаті самці і самки, що розселяються на нові місця.
Вагомий внесок у всебічне вивчення попелиць зробили українські ентомологи Віра Мамонтова, Марія Божко, Микола Теленга і Микола Дядечко, Микола Курдюмов.

## Родини
| Латинська назва | Кількість родів | Кількість видів | Українська назва | Посилання |
| --------------- | --------------- | --------------- | ---------------- | --------- |
| Pemphigidae     | 24              | понад 110       | Пемфігіди        | [ 2 ]     |
| Lachnidae       | 11              | понад 150       | Лахніди          | [ 2 ]     |
| Mindaridae      | 1               | 3               | Міндариди        | [ 3 ]     |
| Anoeciidae      |                 | 21              | Анециїди         | [ 3 ]     |
| Phloeomyzidae   | 1               | 2               | Флеомізиди       | [ 3 ]     |
| Thelaxidae      | понад 30        | понад 70        | Телаксиди        | [ 3 ]     |
| Callaphididae   | понад 50        | понад 100       | Калафідіди       | [ 3 ]     |
| Chaitophoridae  | 12              | близько 100     | Хайтофориди      | [ 3 ]     |
| Aphididae       |                 | понад 1500      | Попелиці         | [ 3 ]     |